# Celloconcert (Duke)
Vernon Duke componeerde zijn Celloconcert in 1945. Het was een opdracht van de dirigent Sergej Koesevitski de cellist Gregor Pjatigorski.
De opdracht tot het schrijven van dit concert werd al in 1942 gegeven. Door de Tweede Wereldoorlog en het feit dat Duke dienstdeed bij de Amerikaanse Kustwacht werd voltooiing steeds uitgesteld. Duke voltooide het concert in 1945, na steeds weer overleg met de cellist om het te vervolmaken. Uiteindelijk vond dan in 1947 de première plaats met Piatigorsky, Koussevitzky en het Boston Symphony Orchestra.
Duke was rond die tijd al beroemd vanwege zijn composities voor de theaters op Broadway, waarvoor hij lichte muziek componeerde. Dit celloconcert vormt daarmee een schril contrast. Het is een laat romantisch celloconcert, dat invloeden vertoont van Sergej Prokofjev, Igor Stravinsky, maar vooral van Dmitri Sjostakovitsj.

## Delen
1. Maestoso
2. Adagietto
3. Allegro brioso.

Deel (1) begint direct treurig en eenzaam met de solist, die ook direct een cadenza speelt; het eindigt er ook mee. Deel (2) is het deel dat het sterkst aan de net afgelopen oorlog doet denken met zijn droeve klanken (Sjostakovitsj is hier overheersend aanwezig, maar Duke mist diens scherpte). Deel (3) is dan het scherzo, maar dan met haast militaire muziek.

## Bron en discografie
- Uitgave Naxos: Sam Magill (cellist) met het Russisch Filharmonisch Orkest o.l.v. Dmitri Yablonski